# Die große Liebe (1942)
Die große Liebe ist ein deutscher NS-Propaganda-Spielfilm der UFA von Rolf Hansen aus dem Jahr 1942 mit Zarah Leander und Viktor Staal in den Hauptrollen. Die große Liebe wurde zum kommerziell erfolgreichsten Film im Dritten Reich.

## Handlung
Der attraktive Oberleutnant Paul Wendlandt ist während des Afrikafeldzugs als Jagdflieger in Nordafrika stationiert. Als Berichterstatter wird er für einen Tag nach Berlin abkommandiert. Dort erlebt er auf der Bühne des Varietés „Scala“ die populäre dänische Sängerin Hanna Holberg. Es ist für ihn Liebe auf den ersten Blick. Als Hanna nach dem Auftritt zu Freunden aufbricht, folgt Paul ihr und spricht sie in der U-Bahn an. Nach dem Empfang in der Wohnung ihrer Freunde begleitet er sie nach Hause, und da kommt ihm der Zufall zur Hilfe: Wegen eines Fliegeralarms ist sie gezwungen, ihn mit in den Luftschutzkeller des Mietshauses zu nehmen. Hanna erwidert Pauls Gefühle, doch schon nach einer gemeinsam verbrachten Nacht muss Paul zurück an die Front.
Von nun an reihen sich Missverständnisse und verpasste Gelegenheiten aneinander. Während Hanna vergeblich auf ein Lebenszeichen hofft, fliegt Paul Einsätze in Nordafrika. Als er sie in ihrer Berliner Wohnung besuchen will, gibt sie ein Wehrmachtkonzert in Paris. Trotzdem wächst ihre Bindung immer weiter und weckt die Eifersucht des Komponisten Rudnitzky, der die Sängerin ebenfalls liebt. Brieflich macht Paul Hanna einen Heiratsantrag; als er sie schließlich besuchen kann, wird er aber noch am Polterabend abberufen. Enttäuscht reist Hanna nach Rom, um dort ein Gastspielengagement anzunehmen. Selbst als Paul drei Wochen Urlaub bekommt und Hanna nach Rom folgt, muss die Hochzeit verschoben werden, denn Paul fühlt, dass er an der Front gebraucht wird, und beschließt abzureisen, obwohl er nicht einmal einen entsprechenden Befehl erhalten hat. Hanna versteht ihn nicht, es kommt zum Streit und Paul glaubt, sie für immer verloren zu haben.
Dann beginnt Deutschland den Deutsch-Sowjetischen Krieg; Paul und sein Kamerad Etzdorf werden an die Ostfront geschickt. Als Etzdorf fällt, schreibt Paul Hanna einen Abschiedsbrief, um die Gefahr seiner Einsätze besser ertragen zu können. Erst als er schließlich selbst abgeschossen und verwundet in ein Lazarett in den Bergen eingeliefert wird, kommt es zu einem erneuten Wiedersehen mit Hanna, die immer noch bereit ist, ihn zu heiraten. Die letzten Bilder des Films verknüpfen das private Glück mit der nationalen Sache: Die Liebenden blicken zukunftsfroh zum Himmel auf, wo ein deutsches Bombergeschwader vorüberzieht.

## Musikeinlagen
- Davon geht die Welt nicht unter

Ich weiß, es wird einmal ein Wunder gescheh’n, 1942

- Blaue Husaren (Heut’ kommen die blauen Husaren)
- Ich weiß, es wird einmal ein Wunder gescheh’n
- Mein Leben für die Liebe – Jawohl!

Alle Lieder wurden von Michael Jary komponiert, von Bruno Balz getextet und von Zarah Leander gesungen. Davon geht die Welt nicht unter und Ich weiß, es wird einmal ein Wunder gescheh’n wurden zwei der erfolgreichsten Schlager der NS-Zeit.
Die politische Führung schätzte die beiden Lieder als Durchhaltepropaganda angesichts des für Deutschland immer ungünstiger werdenden Kriegsverlaufs. Zugleich wurde Ich weiß, es wird einmal ein Wunder gescheh’n auch von Oppositionellen und KZ-Insassen als Ausdruck der Hoffnung auf eine Zeit nach dem Nationalsozialismus verstanden. Für diese eher hoffnungsvolle Sichtweise spricht, dass der Texter Bruno Balz zuvor mehrmals von der Gestapo wegen seiner Homosexualität verhaftet und gefoltert wurde und ihm das Konzentrationslager drohte.

## NS-Propaganda
In seiner Verquickung von unterhaltenden und propagandistischen Elementen ist der Film ähnlich modellhaft für das nationalsozialistische Kino wie der Film Wunschkonzert, nach Die große Liebe der populärste Film zur Zeit des Nationalsozialismus. Während die spannungsreich inszenierte Liebesgeschichte in Wunschkonzert, die Bilder aus der nordafrikanischen Wüste, aus Paris und Rom sowie die aufwändigen Showeinlagen zum Träumen einladen, zog Die große Liebe alle Register der Kriegsertüchtigung: Nicht die Liebe, sondern der Krieg ist das Thema des Films.
Der Film enthält nicht nur Originalmaterial aus der Deutschen Wochenschau mit Bildern von deutschen Angriffen auf die englische Kanalküste – der Krieg bestimmt die gesamte Handlung des Films. Die Lektion, die Hanna Holberg und damit auch das Publikum zu lernen hat, ist das Nichtigwerden individuellen Glücksstrebens in Zeiten, in denen höhere Werte – hier: der militärische Sieg Deutschlands im Zweiten Weltkrieg – in den Vordergrund treten. Seine politische Brisanz gewinnt der Film nicht dadurch, dass er unbestimmt Verzicht in schweren Zeiten propagiert, sondern indem er individuelles Glück gegen Pflichten abwägt, die militärische Dienstpflichten weit überschreiten. Es geht Paul nicht darum, sich als Soldat korrekt zu verhalten, sondern er will seinen Beitrag zum Sieg Deutschlands im Zweiten Weltkrieg leisten. Er verzichtet auf Hanna nicht aufgrund von Befehlen, die ihn immer wieder zur Front rufen, sondern um der nationalen Sache zu dienen und um Deutschland gegebenenfalls auch sein Leben zu opfern. Hanna lernt dabei, dass Warten und Verzicht im Krieg nicht nur schicksalhaft angenommen werden müssen, sondern die wirklich große Liebe erst ausmachen.
Der Film zeigt eine für die damalige Zeit ungewohnt realistische Darstellung des Kriegsalltags, indem er auch die Rationierung von Lebensmitteln, Bombenalarm und stundenlanges Ausharren von Menschen in Luftschutzkellern zeigt. Dies unternimmt er freilich nie, ohne gleichzeitig zu lehren, wie man selbst in schweren Lebenslagen Zuversicht und gute Laune bewahrt. Personen aus unterschiedlichsten Schichten der Gesellschaft helfen sich untereinander und die Heldin lernt im Verlauf des Films Personen mit weitaus geringerem sozialem Status kennen. Zudem überwindet Hanna ihren Snobismus, indem sie für verwundete Soldaten singt.

## Produktion und Rezeption
Die Innenaufnahmen für „Die große Liebe“ fanden vom 23. September 1941 bis Anfang Oktober 1941 in den Wiener Rosenhügel-Studios und im Tonfilmstudio Carl Froelich in Berlin-Tempelhof statt. Die Außenaufnahmen wurden bis Mitte März 1942 in Berlin und in Rom gedreht. Bei der Zensurvorlage in der Filmprüfstelle am 10. Juni 1942 (Prüf-Nr. B. 57295) hatte der Film eine Länge von 2.738 Metern bzw. 100 Minuten und wurde als jugendfrei und feiertagsfrei eingestuft. Den Verleih übernahm die Ufa-eigene Deutsche Filmvertriebs GmbH (DFV). Am 18. April 1944 wurde er in einer Länge von 2.732 Metern der Filmprüfstelle erneut vorgelegt (B. 60163) und ebenso eingestuft wie bei der Erstvorlage.
Die Uraufführung fand am 12. Juni 1942 in Berlin statt: im Germania-Palast an der Frankfurter Allee und im Ufa-Palast am Zoo. „Die große Liebe“ wurde der kommerziell erfolgreichste Film der NS-Zeit. Er hatte 27 Millionen Zuschauer und spielte 8 Millionen Reichsmark ein. Die Herstellungskosten hatten 3 Millionen Reichsmark betragen. Die Filmprüfstelle verlieh ihm die Prädikate „Staatspolitisch wertvoll“, „Künstlerisch wertvoll“ und „Volkstümlich wertvoll“ – eine Kombination, die auch Gerhard Lamprechts Heldenbiografie „Diesel“ (ebenfalls 1942) errang.
Nach dem Zweiten Weltkrieg stellte die Kontrollkommission der alliierten Siegermächte die Aufführung des Films zunächst unter Verbot. Die Fassung der Uraufführung vom 12. Juni 1942 in Berlin hat eine Länge von 2738 Metern, entsprechend 100 Kinominuten (Wiedergabe über Video oder wie jetzt DVD rund 97 Minuten). In der Bundesrepublik wurde ab 1963 eine Fassung aufgeführt, die allerdings um einige Szenen, die auf Kriegshandlungen hinweisen, gekürzt war.
1980 wurde der Film der Freiwilligen Selbstkontrolle der Filmwirtschaft (FSK) vorgelegt, da eine Veröffentlichung auf Video angestrebt wurde. Die FSK erteilte eine Freigabe ab 6 Jahren, mit folgender Schnittauflage: eine Kürzung (Lautsprecherdurchsage am Brandenburger Tor: „Damit hat Moskau die Abmachung unseres Freundschaftpaktes nicht nur gebrochen, sondern in erbärmlicher Weise verraten. Ich habe mich deshalb entschlossen, das Schicksal und die Zukunft des Deutschen Reiches und unseres Volkes wieder in die Hand unserer Soldaten zu legen.“) Diese Videofassung wurde über Jahre von der Firma Topic vertrieben und ist heute noch antiquarisch zu erwerben.
1997 wurde der Film nochmals der FSK vorgelegt und von dieser ohne Schnittauflage freigegeben, dafür mit einer Altersfreigabe ab 18 Jahren. Diese ungekürzte Fassung, ergänzt noch um 12 Meter der ersten Strophe von Ich weiß, es wird einmal ein Wunder gescheh’n, die bis dahin in allen Videofassungen fehlte, beträgt jetzt wieder 2738 Meter Länge, dies entspricht 100 Kinominuten, aber eben durch eine schnellere Wiedergabe über Video oder DVD rund 97 Minuten. Da fälschlicherweise nur die Laufzeit der Kinofassungen angegeben wurde, kam es zu Spekulationen um mögliche Kürzungen. Die jetzige Veröffentlichung ist ungekürzt seit April 2007 im Handel.

## Kritiken
Die große Liebe wurde im Laufe der Zeit unterschiedlich beurteilt. In Hinsicht auf die Beurteilung von Unterhaltungsfilmen aus der Zeit des Nationalsozialismus vollzog sich eine Trendwende in der Forschung, als nicht mehr Definition und Kategorisierung des NS-Films im Mittelpunkt des Interesses stand, sondern vielmehr nach der ideologischen Funktion von Spielfilmen der NS-Zeit in ihren weiteren diskursiven Zusammenhängen gefragt wurde.
- Karsten Witte schrieb in Film im Nationalsozialismus (2. Auflage 2004), der Film zeige in unverschleierter Form den Preis, den Frauen an den Krieg und die kriegsführenden Männer zahlten: „Wider Willen birgt er ein Stück Realismus, das die Kritik bisher nicht annahm. Die Fabel ist politisch ambivalent zu lesen: Vor dem Sieg der Männer steht die Kapitulation der Frauen.“[11]

- Karlheinz Wendtland dagegen interpretierte in Geliebter Kintopp den Film als gegen die Nazis gerichtet. Das Lied Ich weiß, es wird einmal ein Wunder gescheh’n habe Bruno Balz unter dem Eindruck geschrieben, dass es seinem Komponisten Michael Jary gelungen sei, ihn aus der Gestapohaft zu befreien: „Was nach dem Kriege (erst dann!) zum Durchhalteschlager ernannt wurde, ist tatsächlich im Kriege eine Verhöhnung des ‚größten Feldherrn aller Zeiten‘ (im Volksmund GRÖFAZ) samt seiner Politik und seines ‚Feldherrngenies‘ gewesen! So werden im Nachhinein Tatsachen auf den Kopf gestellt!“ Kritikern wie Witte sei jedes Mittel recht, „um den damaligen Film und ihre Künstler pauschal zu verunglimpfen.“[12]

- Im Artikel des „Filmjournals“ über den Film in der NS-Zeit wird Die große Liebe im Zusammenhang der NS-Propaganda gesehen: „Als sich 1941 abzeichnete, dass ein baldiges Ende des Krieges nicht zu erwarten war, wurde auch seine Darstellung in Spielfilmen nahezu tabu. Der Mobilisierung der Heimatfront galten nun Filme wie ‚Ein schöner Tag‘, ‚Die große Liebe‘ oder ‚Wunschkonzert‘ und schließlich das noch in der letzten Kriegsphase entstandene Großprojekt ‚Kolberg‘.“[13]